# Hang Te'omim
Hang động Te'omim (tiếng Hebrew: מערת התאומים, đã Latinh hoá: Məʿarat ha-Tə'ōmīm, n.đ. 'Hang sinh đôi'), hoặc hang động sinh đôi, là một hang động karst và là một khu bảo tồn thiên nhiên ở Israel nằm ở rìa phía tây của dãy núi Jerusalem, gần Beit Shemesh.
Hang Te'omim là điểm nhấn trung tâm dọc theo con đường đi bộ 3 km được coi là một trong những địa điểm du lịch nổi tiếng và được yêu thích nhất trong khu vực. Để bảo vệ quần thể dơi ngủ đông, hang động đóng cửa không đón du khách trong mùa đông, từ ngày 1 tháng 11 đến ngày 31 tháng 3. Tuy nhiên, trong các mùa khác, hang động mở cửa cho công chúng
.
Hang động có ý nghĩa khảo cổ quan trọng với những khám phá trải dài qua các thời kỳ lịch sử khác nhau. Những khám phá đáng chú ý bao gồm hài cốt của quân nổi dậy, vũ khí và nơi tích trữ tiền xu, cho thấy vai trò của nó như một hang động trú ẩn cho quân nổi dậy và người tị nạn Do Thái trong cuộc nổi dậy Bar Kokhba. Hơn nữa, bằng chứng về một mỏ đá thạch cao cổ có niên đại từ giữa thời kỳ Đồ đồng và có thể là về thời kỳ cuối La Mã địa điểm tôn giáo gắn liền với thuật chiêu hồn đã được phát hiện trong hang động, đã làm tăng thêm tầm quan trọng khảo cổ học của nó.